# タイトルホルダーズ選手権
タイトルホルダーズ選手権（Titleholders Championship）は、アメリカ合衆国ジョージア州オーガスタで開催されていた女子ゴルフのメジャー選手権。会場はオーガスタ・カントリークラブであり、マスターズの会場で有名なオーガスタ・ナショナルGCとは隣接しているが異なるコースであった。1972年のみノースカロライナ州サザンパインズにあるパインニードルズ・ロッジ&GCで開催された。

## 歴代優勝者
- 1937年： パティー・バーグ (a)
- 1938年： パティー・バーグ (a)
- 1939年： パティー・バーグ (a)
- 1940年： ヘレン・ヒックス (a)
- 1941年： ドロシー・カービィ (a)
- 1942年： ドロシー・カービィ (a)
- 1943年 - 1945年：開催休止
- 1946年： ルイーズ・サグス (a)
- 1947年： ベーブ・ザハリアス(a)
- 1948年： パティー・バーグ
- 1949年： ペギー・カーク (a)
- 1950年： ベーブ・ザハリアス
- 1951年： パット・オサリバン (a)
- 1952年： ベーブ・ザハリアス
- 1953年： パティー・バーグ
- 1954年： ルイーズ・サグス
- 1955年： パティー・バーグ
- 1956年： ルイーズ・サグス
- 1957年： パティー・バーグ
- 1958年： ビバリー・ハンソン
- 1959年： ルイーズ・サグス
- 1960年： フェイ・クロッカー
- 1961年： ミッキー・ライト
- 1962年： ミッキー・ライト
- 1963年： マリリン・スミス
- 1964年： マリリン・スミス
- 1965年： キャシー・ウィットワース
- 1966年： キャシー・ウィットワース
- 1967年 - 1971年：開催休止
- 1972年： サンドラ・パーマー

(a)はアマチュア